# Pomatoschistus
Pomatoschistus es un género de peces de la familia Gobiidae y de la orden de los Perciformes.

## Especies
- Pomatoschistus bathi
- Pomatoschistus canestrinii
- Pomatoschistus knerii
- Pomatoschistus lozanoi
- Pomatoschistus marmoratus
- Pomatoschistus microps
- Pomatoschistus minutus
- Pomatoschistus montenegrensis
- Pomatoschistus norvegicus
- Pomatoschistus pictus
- Pomatoschistus quagga
- Pomatoschistus tortonesei

- Datos: Q1066724
- Multimedia: Pomatoschistus / Q1066724
- Especies: Pomatoschistus